# آبشار آپر ساناتوریوم
آبشار آپر ساناتوریوم (به انگلیسی: Upper Sanatorium Falls) آبشاری است که در همیلتون (انتاریو)، کانادا واقع شده و ارتفاع کلی ریزشگاه آن ۹ متر (۳۰ فوت) است.